# Spoorlijn Næstved - Mern
De spoorlijn Næstved - Mern (Deens: Præstøbanen) was een lokale spoorlijn in het zuiden van Seeland in Denemarken, tussen Næstved, Præstø en Mern.

## Næstved-Præstø
De eerste plannen voor een spoorlijn naar Præstø dateren ut 1896, aanvankelijk met de bedoeling om tussen Lungby en Haslev aan te sluiten op de Sydbane (Ringsted - Nykøbing F). Uiteindelijk werd gekozen om aan te sluiten in Næstved. Reeds in 1898 werd met de bouw van de spoorlijn begonnen. Op 20 maart 1900 werd de lijn geopend. De aanleg en exploitatie werden verzorgd door de Præstø-Næstved-Banen (PNB). De lijn werd aangelegd met lichte spoorstaven van 22,45 kg/m. De gemiddelde snelheid bedroeg ongeveer 25 km/h.

## Præstø-Mern
Wegens goede resultaten werden in 1908 reeds plannen gemaakt om de spoorlijn in zuidelijke richting te verlengen naar Mern, waar tevens een suikerfabriek gevestigd was. In 1912 kon met de aanleg worden begonnen en op 15 november 1913 werd de 9,5 km lange verlenging geopend, waarbij de maatschappij haar naam wijzigde in Næstved-Præstø-Mern-Banen (NPMB).

## Exploitatie

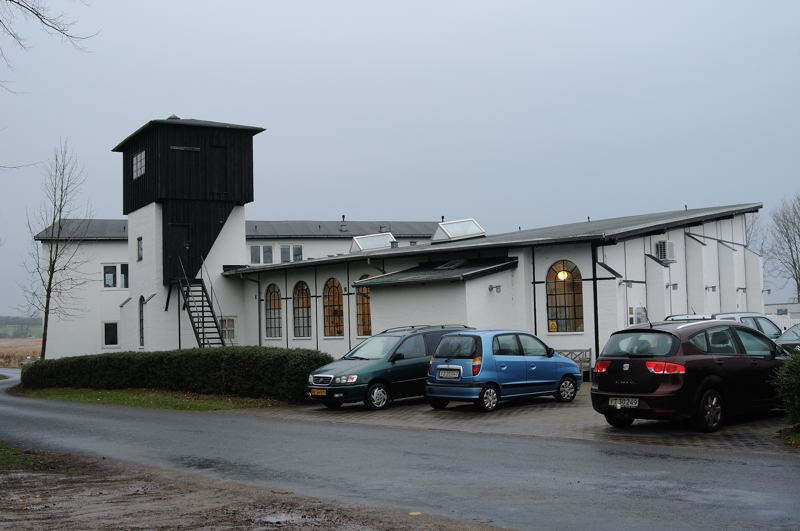
Voormalige locloods in Præstø, thans in gebruik als gezondheidscentrum.

Aanvankelijk werden beide lijnen met stoomtractie geëxploiteerd.
Vanaf 1926 werd ook dieseltractie toegepast, aanvankelijk met diesellocomotieven, maar sinds 1932 ook dieselmotorrijtuigen van Triangel. In 1945 reed bij de NPMB de eerste, van de Zweedse spoorwegen gehuurde, railbus in Denemarken. Na succesvolle proefritten werden door vele private spoorwegmaatschappijen, waaronder ook de NPMB, railbussen aangeschaft.
Door de lichte railbussen met eenmansbediening daalden de exploitatie kosten ten opzichte van getrokken treinen met twee man personeel op de locomotief en een conducteur in de rijtuigen.
Naast reizigersvervoer, vond er ook goederenvervoer plaats. Tot 1938 fungeerde Præstø als haven voor Næstved, waarna Næstved een eigen haven kreeg. Van 1913 tot en met 1955 vond er een omvangrijk bietentransport naar de suikerfabriek in Mern plaats. Daarnaast vond er ook stukgoederenvervoer en postvervoer plaats.
Na de Tweede Wereldoorlog vonden vernieuwingen van de infrastructuur plaats, waarbij gebruik werd gemaakt van tweedehands spoorstaven uit Nederland.
Medio jaren 1950 verloor NPMB veel vervoer aan het wegverkeer, waardoor de maatschappij in financiële problemen raakte. Na een mislukte reddingspoging werd op 20 juli 1960 besloten om de spoorlijn op te heffen, hetgeen op 31 maart 1961 plaatsvond. Spoedig na de opheffing werd het spoor opgebroken.